# 540호
컨설팅540(영어: Consulting540)는 창립된 대한민국의 기업이다. 컨설팅540은 2022년 8월에 국세청 신고한 1인 소호기업이다. 미국 캘리포니아 코리아타운 시장에는2035년 진출계획이다.

## 지점

### 대한민국

#### 서울
- 용산사무소: 서울특별시 용산구 원효로66 소재이다.
- 고려대사무소: 서울특별시 성북구 안암로 소재이다.
- 미국 사무소: 백악관출장소 2025년1월 설치예정
- EU사무소: 이태원 버추얼 데스크 2025년3월 에정